# Birinci Ağalı
Birinci Ağalı (eingedeutscht Birintschi Agali) ist ein Dorf im Rayon Zəngilan von Aserbaidschan und liegt am Fluss Hakari.

## Geschichte
Das Dorf und die gesamte Provinz Zəngilan wurde im Zuge des ersten Bergkarabachkrieges (1992–1994) im Oktober 1993 von armenischen Truppen militärisch besetzt. Während des Zweiten Krieges um Bergkarabach hat Aserbaidschan große Teile der Provinz, einschließlich Birinci Ağalı am 28. Oktober 2020 zurückerobert.

## Rückkehr der Vertriebenen
Bis zur armenischen Besatzung 1993 lebten in Birinci Ağalı 40 Familien. Nach dem Ende des zweiten Karabachkrieges kündigte die aserbaidschanische Regierung ein Wiederaufbauprogramm in den einst besetzen Gebieten an. Der wichtigste Bestandteil dieser Initiative ist der Bau von sogenannten „smarten Dörfer und Städte“. Im Februar 2021 besuchte Aserbaidschans Präsident Ilham Aliyev das Dorf und erklärte, Birinci Ağalı werde die erste Ortschaft sein, die nach dem neuen Modell wiederaufgebaut werden soll. Die kurze Zeit später gestarteten Erneuerungsarbeiten wurden im Juli 2022 beendet. Noch im selben Monat begann die Umsiedlung der ersten Gruppe von Bewohnern. Bis zu 40 Familien kehrten in ihr Heimatdorf zurück.